# Presentisme (literaire en historische analyse)
Presentisme is een manier van historische analyse waarbij hedendaagse ideeën en perspectieven anachronistisch worden geïntroduceerd in voorstellingen of interpretaties van het verleden. Verscheidene moderne historici trachten in hun werk presentisme te vermijden omdat zij geloven dat het tot een verkeerd inzicht in hun onderwerp leidt. Zij menen namelijk dat je het verleden moet benaderen met de ideeën en perspectieven van die tijd in het achterhoofd om het verleden echt te kunnen begrijpen.
De Oxford English Dictionary vermeldt presentism voor het eerst in zijn historiografische betekenis vanaf 1916, en de term was mogelijk als sinds de jaren 70 van de 19e eeuw in deze betekenis in gebruik. Historicus David Hackett Fischer noemt presentisme een logische drogreden ook wel de „drogreden van nunc pro tunc („fallacy of nunc pro tunc”)”. Het „klassieke voorbeeld“ van presentisme is volgens Fischer de zogenaamd „Whig-geschiedenis”, waarbij bepaalde achttiende en negentiende-eeuwse Britse historici geschiedschrijving gebruikten om hun eigen politieke overtuigingen te staven. Deze interpretatie was presentistisch omdat het verleden niet in objectieve historische context afschilderde, maar in plaats daarvan geschiedenis slechts bekeek door de lens van eigentijdse Whig-overtuigingen. In dit soort benadering, dat de relevantie van geschiedenis voor het heden benadrukt, krijgen de zaken die niet relevant schijnen om de eigen overtuiging te staven weinig aandacht, wat (vaak) leidt tot een misleidend beeld van het verleden.  „Whig-geschiedenis” en „Whig-achtig” worden vaak gebruikt als synoniemen voor presentisme, in het bijzonder wanneer de historische voorstelling in kwestie teleologisch of triomfalistisch is.

## Presentisme en sociologische analyse
Presentisme heeft een kortere geschiedenis in de sociologische analyse, waar het werd gebruikt om technologische deterministen te beschrijven die een verandering in gedrag interpreteerden als beginnend met de introductie van een nieuwe technologie. Zo verkondigde, bijvoorbeeld, geleerden als Frances Cairncross dat het internet heeft geleid tot „de dood van afstand („the death of distance”)” zonder zich hierbij te realiseren dat de meeste gemeenschaps- en vele zakelijke connecties reeds vele jaren voor de introductie van het internet transcontinentaal en zelfs intercontinentaal waren.

## Presentisme en morele oordelen
Presentisme houdt ook verband met de problematische kwestie van geschiedenis en morele oordelen. Onder historici leeft de orthodoxe opvatting dat wie moderne opvattingen over moraal in het verleden wil zien vervalt in ongewenst presentisme. Om dit te voorkomen beperken sommige historici zich tot het beschrijven van wat er is gebeurd, en proberen zich te onthouden van het gebruik van woorden die als een moreel oordeel kunnen worden opgevat. Bijvoorbeeld, wanneer men schrijft over slavernij in een tijd waarin deze praktijk wijdverspreid was, zou het gebruik van woorden die slavernij als verkeerd of slecht bestempelen presentistisch zijn en moeten worden vermeden.
Er zijn vele critici van deze toepassing van presentisme. Sommigen, zoals Geoffrey Barraclough, betogen dat het vermijden van morele oordelen neerkomt op moreel relativisme, wat een controversieel idee is. Sommige religieuze historici betogen dat de moraal tijdloos is, ingesteld door God, en dat het daarom niet anachronistisch is om tijdloze standaarden toe te passen op het verleden. In die visie veranderen de mores, maar niet de moraal. Anderen argumenteren dat historici, net zoals alle mensen, niet echt objectief kunnen zijn, en morele oordelen dus altijd een deel van hun werk zullen uitmaken. David Hackett Fischer, van zijn kant, schrijft dat historici zich niet kunnen onthouden van morele oordelen, en dat ze deze ook moeten vellen, maar dat zij zich bewust moeten zijn van hun vooroordelen, en op een zodanige manier aan geschiedschrijving doen dat hun vooroordelen geen vervormde voorstelling van het verleden creëren.